# Torrot Velocípedo
La Torrot Velocípedo es una motocicleta eléctrica de tres ruedas que puede transportar a dos personas. Tiene una autonomía de hasta 120 km según el ciclo WMTC.
Se comenzará a comercializar en 2019 desde 6000 euros.

## Producción
La empresa Torrot cerró a principios de los año ochenta del siglo XX y reapareció en el año 2011 de la mano de una colaboración entre el Instituto Andaluz de Tecnología (IAT), el centro tecnológico catalán Fundación Ascamm, Automotive Technical Projects (ATP), el Grupo Constant y Edalma Inversiones con los propietarios de la marca Torrot, comprada por Xispa SL propiedad de Enrique Meseguer y Andreu Tuzón y controlada por Iván Contreras, que crean Torrot Electric Europa S.L. La inversión inicial fue de 400 000 € que se completó con otros 600 000 € con el propósito del desarrollo, fabricación y venta de vehículos ciclomotores eléctricos. Las previsiones iniciales eran de alcanzar los 5.000 vehículos producidos en el año 2015 y generar un negocio para ese año de seis millones de euros.
A finales del año 2012 Xispa SL cesó su actividad y se acogió a un pre-concurso de acreedores siendo adquirida por Torrot Electric Europa S L que usó sus activos, en particular sus motos eléctricas infantiles, y plantilla.
En noviembre de 2014 Torrot presentó una bicicleta eléctrica que es la primera diseñada y fabricada en España, la "CitySurfer" con una potencia de 250w y una autonomía de 50 o 60 km,  y una serie de motos eléctricas para niños con control paterno sobre la potencia del motor.
A principios de 2017 comenzó la comercialización de la Torrot Muvi en las versiones City y Executive.
A principios de 2019 se comercializará la Torrot Velocípedo.

## Características

### Motor
El motor eléctrico trifásico PMAC no tiene escobillas (brushless).
La potencia máxima es de 8 kW (10,9 CV) con un par máximo de 340 N·m y de 220 N·m de 0 a 4000 rpm.
La refrigeración es pasiva por aire.

### Batería
Las 4 baterías extraíbles son de 50,4V 32 Ah sumando una capacidad 6,4 kWh. Con una quinta batería opcional se alcanzan los 8 kWh.

### Autonomía
La autonomía homologada para la opción de 5 baterías es de 120 km según el ciclo WMTC.

### Carga
El cargador tarda 3,30 horas en cargar al 80% y 4,10 horas al 100%.

### Transmisión
El motor eléctrico dispone de un sistema sin marchas. El motor transmite el movimiento a la rueda trasera mediante una correa dentada  HTD BELT 1/4.

### Chasis, suspensiones, neumáticos y frenos
Estructura de fibra de carbono y acero.
Los frenos delanteros tienen un disco por rueda de Ø195 mm con pinzas flotantes de 3 pistones.
El freno trasero tiene un disco por rueda de Ø225 mm con pinzas flotantes de 2 pistones.
La suspensión delantera es de tipo paralelogramo longitudinal articulado.
La suspensión trasera es un basculante monopivote de aluminio con doble amortiguador hidráulico ajustable en precarga.
Los neumáticos delanteros son 120/70-12" y el trasero es 140/70-14".
Dispone de frenada combinada.

### Dimensiones
La longitud es de 2150 mm.
La distancia entre ejes es de 1590 mm.
La altura al asiento va de 800 mm.
La anchura es de 750 mm.
El peso con baterías es de 245 kg.

### Comodidad
Incorpora sistema de cinturones de tres puntos y asientos con respaldo completo.
Dispone de una pantalla TFT que es personalizable mediante bluetooth y una aplicación para smartphone.
Mediante una aplicación para móvil permite conocer de forma remota el estado de las baterías y otros parámetros.
El faro, los pilotos y los intermitentes son LED.
Parabrisas tintado (B2C).
En España se puede conducir sin casco con  carné A o B (+ 3 años de experiencia).

## Medio ambiente

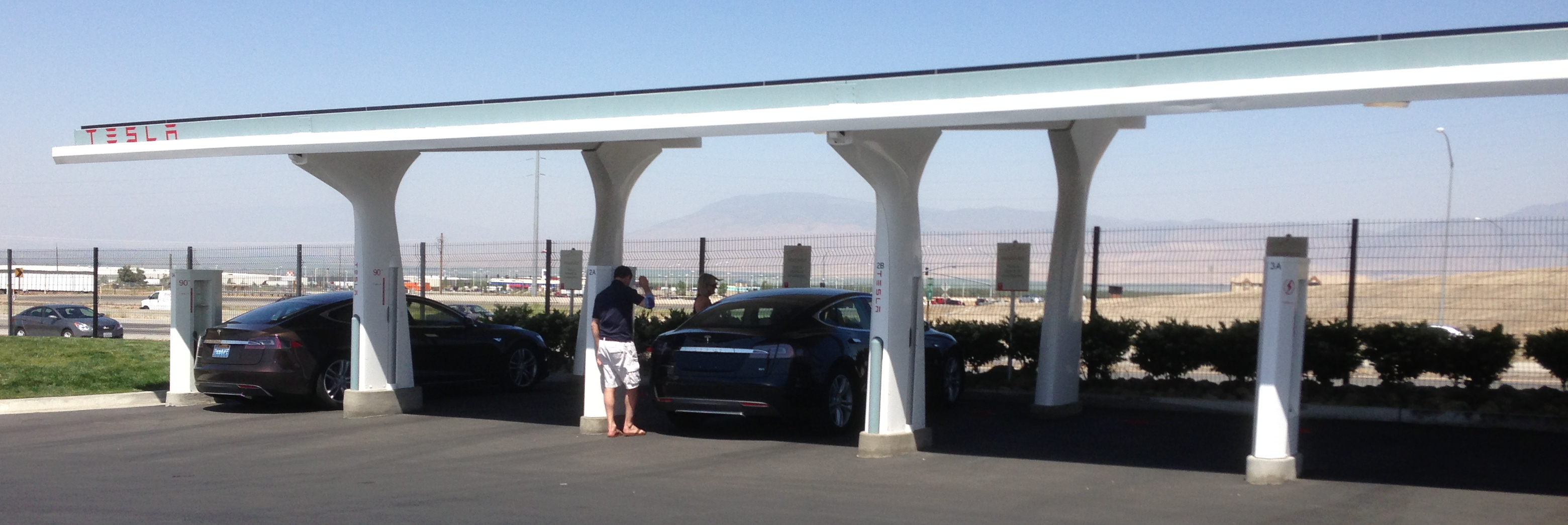
Estación de carga alimentada por energía solar mediante paneles instalados en la cubierta

Como todas las motos eléctricas no produce contaminación atmosférica ni contaminación sonora en el lugar de uso. 
También tiene el potencial de reducir la dependencia del petróleo si la electricidad que consume es generada por fuentes renovables como centrales hidroeléctricas, energía eólica o paneles solares.
Además los motores eléctricos son mucho más eficientes que los de combustión ya que convierten un 80% de la energía proporcionada por un enchufe en mover las ruedas, mientras que los de combustión sólo convierten entre un 12% y un 30% de la energía del combustible en mover las ruedas.